# UCI WorldTour 2015
Die UCI WorldTour 2015 umfasste 28 Straßenradrennen, darunter die dreiwöchigen Rundfahrten Tour de France, Giro d’Italia und Vuelta a España (Grand Tours), sowie wichtige Klassiker, darunter die fünf Monumente des Radsports Mailand–Sanremo, Flandern-Rundfahrt, Paris–Roubaix, Lüttich–Bastogne–Lüttich und Lombardei-Rundfahrt. Die Wettbewerbe fanden von Januar bis Oktober 2015 statt.
Teilnehmer waren die besonders lizenzierten UCI WorldTeams. Außerdem konnten UCI Professional Continental Teams von dem jeweiligen Veranstalter eines Rennens eingeladen werden. Bei bestimmten Wettbewerben wie der Tour Down Under in Australien, der Polen-Rundfahrt oder dem Grand Prix Cycliste de Québec sowie dem Grand Prix Cycliste de Montréal in Kanada war außerdem ein Nationalteam des Gastgeberlandes zur Teilnahme berechtigt.
Die Einzelwertung gewann der Spanier Alejandro Valverde zum zweiten Mal in Folge. Auf den Plätzen zwei und drei folgten sein Landsmann Joaquim Rodríguez und der Kolumbianer Nairo Quintana. Movistar gewann zum dritten Mal in Folge die Teamwertung. Die Nationenwertung gewann zum vierten Mal in Folge Spanien.

## Rennen
| Datum                    | Rennen                                | Sieger             | Ergebnis | Führender Fahrer   | Führendes Team   | Führende Nation |
| ------------------------ | ------------------------------------- | ------------------ | -------- | ------------------ | ---------------- | --------------- |
| 20.–25. Januar           | Tour Down Under                       | Rohan Dennis       | Details  | Rohan Dennis       | BMC Racing Team  | Australien      |
| 8.–15. März              | Paris–Nizza                           | Richie Porte       | Details  | Richie Porte       | Team Sky         | Australien      |
| 11.–17. März             | Tirreno–Adriatico                     | Nairo Quintana     | Details  | Richie Porte       | Team Sky         | Australien      |
| 22. März                 | Mailand–Sanremo                       | John Degenkolb     | Details  | Richie Porte       | Team Sky         | Australien      |
| 27. März                 | E3 Harelbeke                          | Geraint Thomas     | Details  | Richie Porte       | Team Sky         | Australien      |
| 23.–29. März             | Katalonien-Rundfahrt                  | Richie Porte       | Details  | Richie Porte       | Team Sky         | Australien      |
| 29. März                 | Gent–Wevelgem                         | Luca Paolini       | Details  | Richie Porte       | Team Sky         | Australien      |
| 5. April                 | Flandern-Rundfahrt                    | Alexander Kristoff | Details  | Richie Porte       | Team Sky         | Australien      |
| 6.–11. April             | Baskenland-Rundfahrt                  | Joaquim Rodríguez  | Details  | Richie Porte       | Team Sky         | Australien      |
| 12. April                | Paris–Roubaix                         | John Degenkolb     | Details  | Richie Porte       | Team Sky         | Australien      |
| 19. April                | Amstel Gold Race                      | Michał Kwiatkowski | Details  | Richie Porte       | Etixx-Quick Step | Australien      |
| 22. April                | La Flèche Wallonne                    | Alejandro Valverde | Details  | Richie Porte       | Etixx-Quick Step | Australien      |
| 26. April                | Lüttich–Bastogne–Lüttich              | Alejandro Valverde | Details  | Alejandro Valverde | Etixx-Quick Step | Spanien         |
| 28. April–3. Mai         | Tour de Romandie                      | Ilnur Sakarin      | Details  | Alejandro Valverde | Etixx-Quick Step | Spanien         |
| 9.–31. Mai               | Giro d’Italia                         | Alberto Contador   | Details  | Alejandro Valverde | Etixx-Quick Step | Spanien         |
| 7.–14. Juni              | Critérium du Dauphiné                 | Chris Froome       | Details  | Alejandro Valverde | Team Sky         | Spanien         |
| 13.–21. Juni             | Tour de Suisse                        | Simon Špilak       | Details  | Alejandro Valverde | Team Katusha     | Spanien         |
| 4.–26. Juli              | Tour de France                        | Chris Froome       | Details  | Alejandro Valverde | Team Sky         | Spanien         |
| 1. August                | Clásica San Sebastián                 | Adam Yates         | Details  | Alejandro Valverde | Team Sky         | Spanien         |
| 2.–8. August             | Polen-Rundfahrt                       | Jon Izaguirre      | Details  | Alejandro Valverde | Team Sky         | Spanien         |
| 10.–16. August           | Eneco Tour                            | Tim Wellens        | Details  | Alejandro Valverde | Team Sky         | Spanien         |
| 23. August               | Vattenfall Cyclassics                 | André Greipel      | Details  | Alejandro Valverde | Team Sky         | Spanien         |
| 30. August               | Grand Prix Ouest France               | Alexander Kristoff | Details  | Alejandro Valverde | Team Katusha     | Spanien         |
| 11. September            | Grand Prix Cycliste de Québec         | Rigoberto Urán     | Details  | Alejandro Valverde | Team Katusha     | Spanien         |
| 22. August–13. September | Vuelta a España                       | Fabio Aru          | Details  | Alejandro Valverde | Team Katusha     | Spanien         |
| 13. September            | Grand Prix Cycliste de Montréal       | Tim Wellens        | Details  | Alejandro Valverde | Team Katusha     | Spanien         |
| 20. September            | UCI-Straßen-Weltmeisterschaften (MZF) | BMC Racing Team    | Details  | Alejandro Valverde | Movistar Team    | Spanien         |
| 4. Oktober               | Lombardei-Rundfahrt                   | Vincenzo Nibali    | Details  | Alejandro Valverde | Movistar Team    | Spanien         |

## Teams

### UCI WorldTeams
Am 4. und 10. Dezember 2014 erhielten 17 Mannschaften die UCI WorldTeam-Lizenz, darunter das Astana Pro Team unter aufgrund Dopingfällen verhängten Auflagen. Die Lizenzierung des Team Europcar wurde wegen Nichterfüllung der finanziellen Voraussetzungen abgelehnt.
| UCI-Code | Name                   | Betreiber                        | Nationalität           | Radhersteller   | Lizenz bis ... |
| -------- | ---------------------- | -------------------------------- | ---------------------- | --------------- | -------------- |
| ALM      | AG2R La Mondiale       | EUSRL France Cyclisme            | Frankreich             | Focus           | 2016           |
| AST      | Astana Pro Team        | Olympus Sarl                     | Kasachstan             | Specialized     | 2016           |
| BMC      | BMC Racing Team        | Continuum Sports LLC             | Vereinigte Staaten     | BMC             | 2016           |
| EQS      | Etixx-Quick Step       | Decolef lux sarl                 | Belgien                | Specialized     | 2016           |
| FDJ      | FDJ                    | Société de Gestion de L'Echappée | Frankreich             | Lapierre        | 2016           |
| IAM      | IAM Cycling            |                                  | Schweiz                | Scott Sports    | 2016           |
| KAT      | Team Katusha           | Katusha Management SA            | Russland               | Canyon Bicycles | 2015           |
| LAM      | Lampre-Merida          | Cgs Cycling Team                 | Italien                | Merida          | 2015           |
| LTS      | Lotto Soudal           | Belgian Cycling Project          | Belgien                | Ridley          | 2015           |
| MOV      | Movistar Team          | Abarca Sports S.L.               | Spanien                | Canyon Bicycles | 2016           |
| OGE      | Orica GreenEdge        | GreenEdge Cycling                | Australien             | Scott Sports    | 2016           |
| SKY      | Team Sky               | Tour Racing Limited              | Vereinigtes Königreich | Pinarello       | 2016           |
| TCG      | Team Cannondale-Garmin | Slipstream Sports, LLC           | Vereinigte Staaten     | Cannondale      | 2016           |
| TCS      | Tinkoff-Saxo           | Tinkoff Sport A/S                | Russland               | Specialized     | 2016           |
| TFR      | Trek Factory Racing    | Trek Bicycle Corporation         | Vereinigte Staaten     | Trek            | 2016           |
| TGA      | Team Giant-Alpecin     | SMS Cycling B.V.                 | Deutschland            | Giant           | 2016           |
| TLJ      | Team Lotto NL-Jumbo    | Blanco                           | Niederlande            | Bianchi         | 2016           |

### UCI Professional Continental Teams
Am 4. und 10. Dezember 2014 erhielten 18 Mannschaften die Lizenz als Professional Continental Team, darunter das Team Southeast unter aufgrund Dopingfällen verhängten Auflagen. Die Teams Cult Energy Pro Cycling und Europcar wurden am 18. Dezember 2014 und 9. Januar 2015 nach näherer Prüfung nachlizenziert.
| UCI-Code | Name                                       | Betreiber                           | Nationalität       | Radhersteller      |
| -------- | ------------------------------------------ | ----------------------------------- | ------------------ | ------------------ |
| AND      | Androni Giocattoli-Sidermec                | Teamgalli srl                       | Italien            | Bianchi            |
| BAR      | Bardiani CSF                               | Aster Sport Limited                 | Italien            | Colnago            |
| BOA      | Bora-Argon 18                              | Ralph Denk pro cycling GmbH         | Deutschland        | Argon 18           |
| BSE      | Bretagne-Séché Environnement               |                                     | Frankreich         | Orbea              |
| CCC      | CCC Sprandi Polkowice                      | Miejski Klub Sportowy Polkowice     | Polen              | Merida             |
| CJR      | Caja Rural-Seguros RGA                     | Club Deportivo Preventia            | Spanien            | Vivelo             |
| CLT      | Cult Energy Pro Cycling                    | Lion Cycling S.A                    | Dänemark           | Ridley             |
| COF      | Cofidis, Solutions Crédits                 | Cofidis Compétition EUSRL           | Frankreich         | LOOK               |
| COL      | Colombia                                   | Instituto Colombiano del Deportes   | Kolumbien          | Wilier             |
| DPC      | Drapac Professional Cycling                | Drapac Professional Cycling Pty Ltd | Australien         | SwiftCarbon        |
| EUC      | Team Europcar                              | SA Vendée Cyclisme                  | Frankreich         | Colnago            |
| MTN      | MTN-Qhubeka                                | Ryder Cycling                       | Südafrika          | Cervélo            |
| NIP      | Nippo-Vini Fantini                         | Marche Team SRL                     | Italien            | De Rosa            |
| ROP      | Roompot Oranje Peloton                     | Orange Cycling Team                 | Niederlande        | Isaac              |
| RVL      | RusVelo                                    | PROvelo AG                          | Russland           | Cervélo            |
| STH      | Southeast                                  | Yellow Fluo Pro Cycling Team Srl    | Italien            | MCipollini         |
| TNN      | Team Novo Nordisk                          |                                     | Vereinigte Staaten | Colnago            |
| TSV      | Topsport Vlaanderen-Baloise                | Wielerclub Eddy Merckxvrienden vzw  | Belgien            | Eddy Merckx Cycles |
| UHC      | UnitedHealthcare Professional Cycling Team | Momentum Sports Group, LLC          | Vereinigte Staaten | Neil Pryde         |
| WGG      | Wanty-Groupe Gobert                        | Belgian Pro Cycling Team NV         | Belgien            | Zannata            |

## Reglement
Nach einer Reform der UCI-Ranglisten sollte zunächst die kalenderjährliche Fahrer- und Nationenwertung der UCI WorldTour abgeschafft und durch entsprechende Weltranglisten auf 52-Wochen-Basis ersetzt werden, die alle internationalen Rennen berücksichtigt. Es sollte eine Mannschaftswertung verbleiben, die sich aus den Ergebnissen der drei punktbesten Fahrer eines jeden WorldTour-Wettbewerbs – unter Einschluss der Punkte für Etappenergebnisse, Führungen, Berg- und Punktewertungen – errechnet. Die Punkteskala sollte dabei derjenigen der Weltrangliste entsprechen. Teams, die sich im Mannschaftszeitfahren der UCI-Straßen-Weltmeisterschaften unter den ersten zehn platzieren, sollten zwischen 400 und 60 weitere Punkte erhalten. Nach Protesten der Teams wurde diese Regeländerung für 2015 ausgesetzt.
Für das UCI WorldTour Ranking wurden in der UCI WorldTour 2015 wie folgt Punkte vergeben:
- Kategorie 1: Tour de France
- Kategorie 2: Giro d’Italia, Vuelta a España
- Kategorie 3: Monumente des Radsports, restliche elf Etappenrennen
- Kategorie 4: restliche neun Eintagesrennen

Die Teamwertung und die Nationenwertung wurden ermittelt, indem die Punkte der fünf besten Fahrer jedes Teams bzw. jeder Nation addiert wurden. Zusätzliche Punkte erhielten Teams, die sich im Mannschaftszeitfahren der UCI-Straßen-Weltmeisterschaften 2015 unter den ersten zehn platzierten.
| Platzierung | 1.  | 2.  | 3.  | 4.  | 5.  | 6. | 7. | 8. | 9. | 10. | 11. | 12. | 13. | 14. | 15. | 16. | 17. | 18. | 19. | 20. |
| Kat. 1      | 200 | 150 | 120 | 110 | 100 | 90 | 80 | 70 | 60 | 50  | 40  | 30  | 24  | 20  | 16  | 12  | 10  | 8   | 6   | 4   |
| Kat. 2      | 170 | 130 | 100 | 90  | 80  | 70 | 60 | 52 | 44 | 38  | 32  | 26  | 22  | 18  | 14  | 10  | 8   | 6   | 4   | 2   |
| Kat. 3      | 100 | 80  | 70  | 60  | 50  | 40 | 30 | 20 | 10 | 4   |     |     |     |     |     |     |     |     |     |     |
| Kat. 4      | 80  | 60  | 50  | 40  | 30  | 22 | 14 | 10 | 6  | 2   |     |     |     |     |     |     |     |     |     |     |

| Platzierung | 1. | 2. | 3. | 4. | 5. |
| Kat. 1      | 20 | 10 | 6  | 4  | 2  |
| Kat. 2      | 16 | 8  | 4  | 2  | 1  |
| Kat. 3      | 6  | 4  | 2  | 1  | 1  |

| Platzierung | 1.  | 2.  | 3.  | 4.  | 5.  | 6.  | 7.  | 8. | 9. | 10. |
| MZF         | 200 | 170 | 140 | 130 | 120 | 110 | 100 | 90 | 80 | 70  |

## Wertungen

### Einzelwertung
| Platz | Name                  | Team                | Punkte |
| ----- | --------------------- | ------------------- | ------ |
| 001.  | Alejandro Valverde    | Movistar Team       | 675    |
| 002.  | Joaquim Rodríguez     | Team Katusha        | 474    |
| 003.  | Nairo Quintana        | Movistar Team       | 457    |
| 004.  | Alexander Kristoff    | Team Katusha        | 453    |
| 005.  | Fabio Aru             | Astana Pro Team     | 448    |
| 006.  | Chris Froome          | Team Sky            | 430    |
| 007.  | Alberto Contador      | Tinkoff-Saxo        | 407    |
| 008.  | Greg Van Avermaet     | BMC Racing Team     | 324    |
| 009.  | Rui Costa             | Lampre-Merida       | 324    |
| 010.  | Thibaut Pinot         | FDJ                 | 319    |
| 012.  | John Degenkolb        | Team Giant-Alpecin  | 302    |
| 024.  | André Greipel         | Lotto Soudal        | 203    |
| 058.  | Mathias Frank         | IAM Cycling         | 072    |
| 064.  | Michael Albasini      | Orica GreenEdge     | 062    |
| 067.  | Fabian Cancellara     | Trek Factory Racing | 059    |
| 068.  | Martin Elmiger        | IAM Cycling         | 056    |
| 092.  | Tony Martin           | Etixx-Quick Step    | 040    |
| 101.  | Simon Geschke         | Team Giant-Alpecin  | 032    |
| 119.  | Steve Morabito        | FDJ                 | 021    |
| 144.  | Marcel Kittel         | Team Giant-Alpecin  | 010    |
| 166.  | Stefan Küng           | BMC Racing Team     | 006    |
| 167.  | Sébastien Reichenbach | IAM Cycling         | 006    |
| 177.  | Matthias Brändle      | IAM Cycling         | 004    |
| 179.  | Roger Kluge           | IAM Cycling         | 004    |
| 186.  | Paul Martens          | Team Lotto NL-Jumbo | 002    |
| 191.  | Patrick Gretsch       | AG2R La Mondiale    | 002    |
| 209.  | Marco Haller          | Team Katusha        | 001    |

### Teamwertung
| Platz | Team                   | Punkte | Top 5 Fahrer                                                                   | WM – MZF |
| ----- | ---------------------- | ------ | ------------------------------------------------------------------------------ | -------- |
| 01.   | Movistar Team          | 1619   | Valverde (675), Quintana (457), Izaguirre (173), Amador (93), Intxausti (81)   | 140      |
| 02.   | Team Katusha           | 1606   | Rodríguez (474), Kristoff (453), Špilak (269), Moreno (216), Sakarin (194)     | –        |
| 03.   | Team Sky               | 1378   | Froome (430), Porte (314), Thomas (283), Henao (167), Nieve (104)              | 080      |
| 04.   | Etixx-Quick Step       | 1158   | Urán (301), Kwiatkowski (195), Alaphilippe (180), Štybar (172), Terpstra (140) | 170      |
| 05.   | Astana Pro Team        | 1106   | Aru (448), Nibali (238), Landa (164), Boom (102), Fuglsang (64)                | 090      |
| 06.   | BMC Racing Team        | 1010   | Van Avermaet (324), Gilbert (179), Dennis (135), van Garderen (96), Evans (76) | 200      |
| 07.   | Tinkoff-Saxo           | 0929   | Contador (407), Sagan (257), Majka (165), Kreuziger (64), Breschel (36)        | –        |
| 08.   | Orica GreenEdge        | 0845   | Matthews (221), A. Yates (150), S. Yates (148), Chaves (134), Albasini (62)    | 130      |
| 09.   | Lotto Soudal           | 0832   | Greipel (203), Wellens (195), Gallopin (127), De Clercq (106), Benoot (101)    | 100      |
| 10.   | Team Giant-Alpecin     | 0769   | Degenkolb (302), Dumoulin (271), Barguil (34), Geschke (32), Sinkeldam (10)    | 120      |
| 11.   | AG2R La Mondiale       | 0587   | Pozzovivo (242), Bardet (206), Bakelants (59), Vuillermoz (49), Riblon (31)    | –        |
| 12.   | Lampre-Merida          | 0566   | Costa (324), Ulissi (98), Bonifazio (60), Modolo (43), Valls (41)              | –        |
| 13.   | Trek Factory Racing    | 0529   | Mollema (212), Nizzolo (78), Felline (64), Cancellara (59), Jungels (46)       | 070      |
| 14.   | Team Lotto NL-Jumbo    | 0485   | Gesink (114), Kelderman (111), Kruijswijk (80), Vanmarcke (52), Lindeman (18)  | 110      |
| 15.   | FDJ                    | 0439   | Pinot (319), Geniez (44), Demare (33), Roux (22), Morabito (21)                | –        |
| 16.   | Team Cannondale-Garmin | 0340   | Hesjedal (102), Martin (85), Talansky (54), Navardauskas (50), Slagter (49)    | –        |
| 17.   | IAM Cycling            | 0189   | Frank (72), Elmiger (56), Pantano (27), Pelucchi (20), Chavanel (14)           | –        |

### Nationenwertung
| Platz | Nation                 | Punkte | Top 5 Fahrer                                                                    |
| ----- | ---------------------- | ------ | ------------------------------------------------------------------------------- |
| 01.   | Spanien                | 1945   | Valverde (675), Rodríguez (474), Contador (407), Moreno (216), Izaguirre (173)  |
| 02.   | Italien                | 1106   | Aru (448), Pozzovivo (242), Nibali (238), Ulissi (98), Paolini (80)             |
| 03.   | Kolumbien              | 1099   | Quintana (457), Urán (301), Henao (167), Chaves (134), Atapuma (40)             |
| 04.   | Vereinigtes Königreich | 1041   | Froome (430), Thomas (283), A. Yates (150), S. Yates (148), Cavendish (30)      |
| 05.   | Belgien                | 0905   | Van Avermaet (324), Wellens (195), Gilbert (179), De Clercq (106), Benoot (101) |
| 06.   | Frankreich             | 0881   | Pinot (319), Bardet (206), Alaphilippe (180), Gallopin (127), Vuillermoz (49)   |
| 07.   | Niederlande            | 0848   | Dumoulin (271), Mollema (212), Terpstra (140), Gesink (114), Kelderman (111)    |
| 08.   | Australien             | 0777   | Porte (314), Matthews (221), Dennis (135), Evans (76), Rogers (31)              |
| 09.   | Deutschland            | 0587   | Degenkolb (302), Greipel (203), Martin (40), Geschke (32), Kittel (10)          |
| 10.   | Norwegen               | 0453   | Kristoff (453)                                                                  |
| 15.   | Schweiz                | 0270   | Frank (72), Albasini (62), Cancellara (59), Elmiger (56), Morabito (21)         |
| 32.   | Österreich             | 0005   | Brändle (4), Haller (1)                                                         |